# Jim Grabb
Jim Grabb (* 14. April 1964 in Tucson, Arizona) ist ein ehemaliger US-amerikanischer Tennisspieler.

## Karriere
In den 1980er und 1990er Jahren gehörte er zu den besten Doppelspielern und gewann 1989 mit Patrick McEnroe die French Open sowie 1992 mit Richey Reneberg die US Open. Insgesamt konnte er 23 Doppeltitel gewinnen.
Im Einzel erreichte er als beste Platzierung auf der Weltrangliste im Jahr 1990 Platz 24.

## Erfolge
| Legende                     |
| Grand Slam (2)              |
| Tennis Masters Cup (1)      |
| ATP Masters Series (1)      |
| ATP Championship Series (7) |
| ATP World Series (12)       |

| Titel nach Belag |
| Hartplatz (12)   |
| Sand (2)         |
| Rasen (1)        |
| Teppich (8)      |

| Nr. | Datum              | Turnier               | Belag         | Partner          | Finalgegner                      | Ergebnis           |
| --- | ------------------ | --------------------- | ------------- | ---------------- | -------------------------------- | ------------------ |
| 1.  | 5. Oktober 1987    | San Francisco         | Teppich       | Patrick McEnroe  | Glenn Layendecker Todd Witsken   | 6:2, 0:6, 6:4      |
| 2.  | 7. November 1988   | Stockholm             | Hartplatz (i) | Kevin Curren     | Paul Annacone John Fitzgerald    | 7:5, 6:4           |
| 3.  | 12. Juni 1989      | French Open           | Sand          | Patrick McEnroe  | Mansour Bahrami Éric Winogradsky | 6:4, 2:6, 6:4, 7:6 |
| 4.  | 10. Dezember 1989  | ATP World Tour Finals | Teppich       | Patrick McEnroe  | John Fitzgerald Anders Järryd    | 7:5, 7:6, 5:7, 6:3 |
| 5.  | 12. November 1990  | ATP Wembley           | Teppich       | Patrick McEnroe  | Rick Leach Jim Pugh              | 7:6, 4:6, 6:3      |
| 6.  | 7. Oktober 1991    | Sydney Indoor         | Hartplatz (i) | Richey Reneberg  | Luke Jensen Laurie Warder        | 6:4, 6:4           |
| 7.  | 14. Oktober 1991   | Tokio Indoor          | Teppich       | Richey Reneberg  | Scott Davis David Pate           | 7:5, 2:6, 7:6      |
| 8.  | 13. Januar 1992    | Auckland              | Hartplatz     | Wayne Ferreira   | Grant Connell Glenn Michibata    | 6:4, 6:3           |
| 9.  | 10. Februar 1992   | San Francisco         | Hartplatz (i) | Richey Reneberg  | Pieter Aldrich Danie Visser      | 6:4, 7:5           |
| 10. | 20. April 1992     | Hongkong              | Hartplatz     | Brad Gilbert     | Byron Black Byron Talbot         | 6:2, 6:1           |
| 11. | 15. Juni 1992      | Rosmalen              | Rasen         | Richey Reneberg  | John McEnroe Michael Stich       | 6:4, 6:7, 6:4      |
| 12. | 24. August 1992    | ATP Indianapolis      | Hartplatz     | Richey Reneberg  | Grant Connell Glenn Michibata    | 7:6, 6:2           |
| 13. | 14. September 1992 | US Open               | Hartplatz     | Richey Reneberg  | Kelly Jones Rick Leach           | 3:6, 7:6, 6:3, 6:3 |
| 14. | 22. Februar 1993   | ATP Philadelphia      | Teppich       | Richey Reneberg  | Marcos Ondruska Brad Pearce      | 6:7, 6:3, 6:0      |
| 15. | 18. April 1994     | Hongkong              | Hartplatz     | Brett Steven     | Jonas Björkman Patrick Rafter    | kampflos           |
| 16. | 13. Februar 1995   | San José              | Hartplatz (i) | Patrick McEnroe  | Alex O’Brien Sandon Stolle       | 3:6, 7:5, 6:0      |
| 17. | 27. Februar 1995   | ATP Philadelphia      | Teppich       | Jonathan Stark   | Jacco Eltingh Paul Haarhuis      | 7:6, 6:7, 6:3      |
| 18. | 16. Oktober 1995   | Tel Aviv              | Hartplatz     | Jared Palmer     | Kent Kinnear David Wheaton       | 6:4, 7:5           |
| 19. | 19. August 1996    | ATP Indianapolis      | Hartplatz     | Richey Reneberg  | Petr Korda Cyril Suk             | 7:6, 4:6, 6:4      |
| 20. | 7. Oktober 1996    | ATP Lyon              | Teppich       | Richey Reneberg  | Neil Broad Piet Norval           | 6:2, 6:1           |
| 21. | 2. März 1998       | ATP London            | Teppich       | Martin Damm      | Jewgeni Kafelnikow Daniel Vacek  | 6:4, 7:5           |
| 22. | 25. Mai 1998       | ATP St. Pölten        | Sand          | David Macpherson | David Adams Wayne Black          | 6:4, 6:4           |
| 23. | 10. August 1998    | Kanada Masters        | Hartplatz     | Martin Damm      | Ellis Ferreira Rick Leach        | 6:7, 6:2, 7:6      |